# 永宁镇 (北京市)
永宁镇，是中华人民共和国北京市延庆区下辖的一个镇。

## 历史沿革
永宁城始建于明朝。因此，有“先有永宁城，后有十三陵”之说。永宁城修筑早于延庆城，规模和规格也大于延庆城。
永乐二年（1404年）置隆庆左卫（属宣镇）于永宁，建起永宁附近的一批村落。
永乐十二年（1414年），置隆庆州（属宣府）、永宁县（属宣府）。
永乐十五年（1417年）置永宁卫（属宣镇）。
宣德五年（1430年），阳武侯薛禄引军始筑永宁城，作为永宁县、永宁卫及隆庆左卫治所。
城内以南北大街(现名拱辰街)为界，大街以西属永宁卫，大街以东属隆庆左卫，终食屯胡同（俗名县胡同）属永宁县。
成化五年（1469年）设东路参将（属宣镇）于永宁。
清顺治六年（1649年）裁撤东路参将。
顺治十六年（1659年）撤永宁县入永宁卫（属宣府东路）。
康熙三十二年（1693年）三月，永宁卫、靖安堡、周四沟、四海冶并入延庆州。

## 行政区划
永宁镇下辖以下地区：
永宁镇社区、河湾村、北沟村、清泉铺村、罗家台村、王家堡村、水口子村、偏坡峪村、二铺村、营城村、马蹄湾村、西山沟村、永新堡村、狮子营村、上磨村、吴坊营村、小庄科村、前平坊村、孔化营村、新华营村、左所屯村、北关村、西关村、小南园村、盛世营村、南关村、太平街村、利民街村、和平街村、阜民街村、王家山村、南张庄村、东灰岭村、彭家窑村、西灰岭村、头司村和四司村。

## 民俗
- （上磨村）九曲黄河灯[6]

## 旅游景区

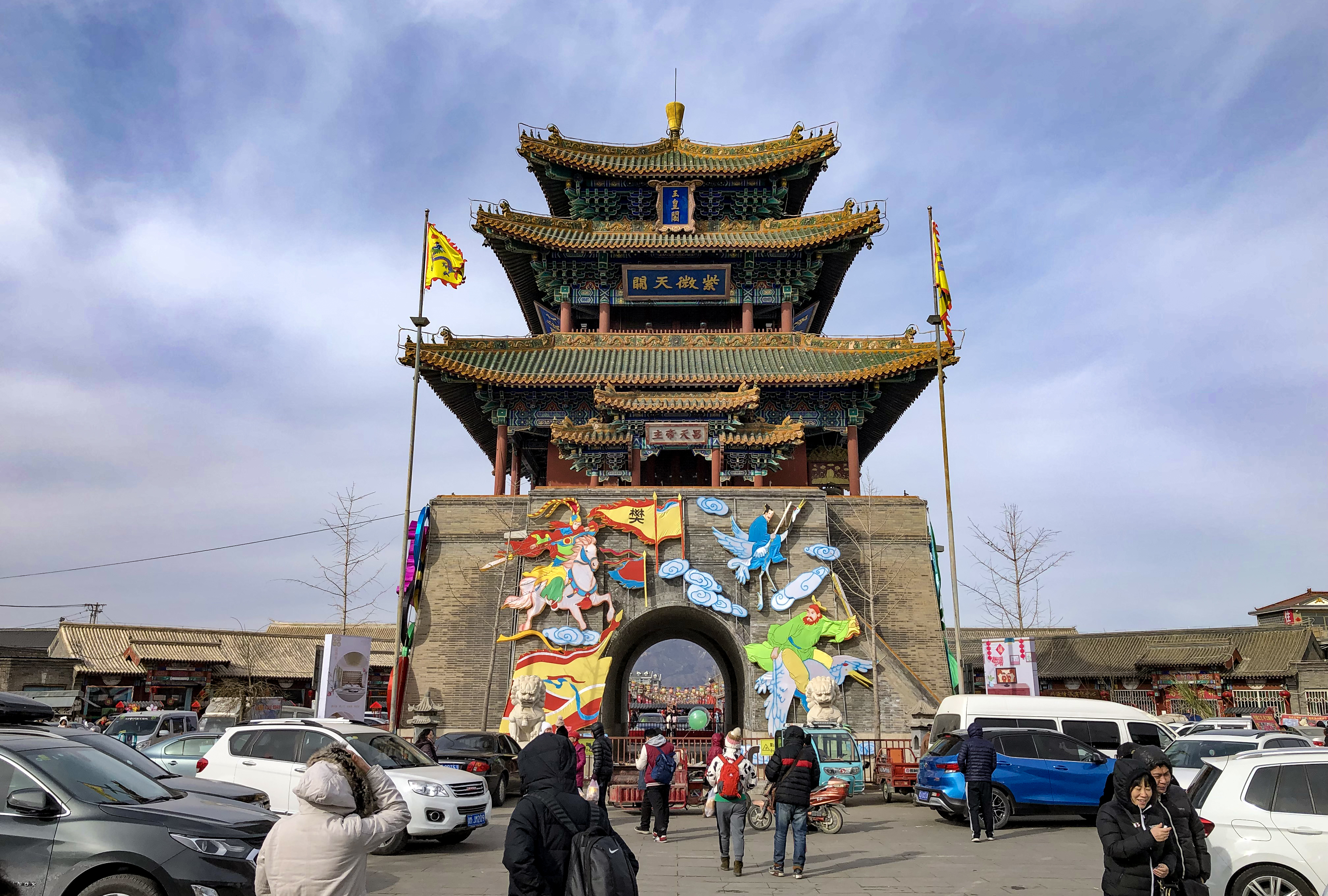
2003年重修的永宁镇玉皇阁

- 永宁古城

## 美食
- 豆腐（清朝时为宫廷贡品），生产地主要在永宁和柳沟，两地的水与气候俱佳，采用酸浆（豆汁自然发酵的清浆）作为凝固剂，风味独特。
- 火勺，一种延庆特有的地域性面食小吃，起源自永宁。

## 其它
- 永宁天主教堂
- 北京延庆地藏寺，位于孔化营村。